# 점구름
점구름(point cloud)은 어떤 좌표계에 속한 점들의 집합이다.

토러스의 점구름 상(像)

3차원 좌표계에서 점은 보통 X, Y, Z 좌표로 정의되며 종종 사물의 표면을 나타내기 위해 사용되기도 한다.
점구름은 3D 스캐너로 얻을 수 있다. 3D 스캐너는 사물의 표면에서 수많은 점을 자동으로 측정하고, 이를 통해 생성한 점구름을 파일로 출력하기도 한다. 위와 같은 기계가 측정한 점들의 집합을 점구름으로 표현하기도 한다.
이렇게 얻은 3차원 점구름은 자동화를 위한 CAD 모델링, 기상학, 품질검사, 시각화, 애니메이션, 렌더링, 대량 고객화 등 다양한 분야에서 이용된다.
점구름을 직접 렌더링해서 볼 수 있지만, 대부분 3차원 응용 프로그램에서 점구름을 직접 이용하기는 힘들기 때문에, 표면 재건 과정을 통해 폴리곤 메시나 삼각형 메시, NURB 모델, 혹은 CAD 모델로 변환된다.

## 같이 보기
- 메시랩